# Alexandar Richardson
Alexandar Richardson (30 april 1990) is een Brits voormalig wielrenner die tussen 2022 en 2024 reed bij Saint Piran.

## Carrière
Richardson ging in 2017 rijden voor de Britse wielerploeg Bike Channel–Canyon. In 2019 won hij de Arno Wallaard Memorial en de derde etappe in de Ronde van de Mirabelle. Vanaf 2020 reed hij voor de Belgische wielerploeg Alpecin-Fenix.

## Overwinningen
2019
 Omloop van het Waasland
Arno Wallaard Memorial
Puivelde Koerse
3e etappe Ronde van de Mirabelle
West-Vlaamse Sluitingsprijs Zwevezele
2022
Grand Prix de la ville de Nogent-sur-Oise

## Ploegen
- 2017 –  Bike Channel–Canyon
- 2018 –  ONE Pro Cycling (tot 26 april)
- 2019 –  Canyon dhb p/b Bloor Homes
- 2020 –  Alpecin-Fenix
- 2021 –  Alpecin-Fenix
- 2022 –  Saint Piran
- 2023 –  Saint Piran
- 2024 –  Saint Piran

Anderson · Bayer · De Bondt · del Carmen Alvarado · De Tier · De Vreese · Dillier · Eibl · Jans · Janssens · Krieger · Leysen · Meisen · Merlier · Meurisse · Modolo · Philipsen · Pieterse · Planckaert · Richardson · Rickaert · Riesebeek · Sbaragli · Sweeck · Taminiaux · Thwaites · Tulett · Vakoč · D. van der Poel · M. van der Poel · Vergaerde · Vermeersch · Vervaeke · Vine · Walsleben